# Regeringen Gerhardsen I
Regeringen Gerhardsen I, också kallad «Samlingsregeringen», var en norsk regering som satt från 25 juli till 5 november 1945. Statsminister var Einar Gerhardsen och utrikesminister var Trygve Lie. Det var den första norska regeringen med ett kvinnligt statsråd (Kirsten Hansteen). Efter stortingsvalet samma år fick Arbetarepartiet egen majoritet, varpå samlingsregeringen avgick och ersattes av en ren arbetarregering.